# Nesticus potterius
Nesticus potterius är en spindelart som först beskrevs av Chamberlin 1933.  Nesticus potterius ingår i släktet Nesticus och familjen grottspindlar. Inga underarter finns listade i Catalogue of Life.